# Gustav von Kleist (Landrat)

Gustav von Kleist

Gustav Freiherr von Kleist (* 11. Juni 1801 in Lübben; † 29. September 1884 in Colochau, Kreis Schweinitz) war ein preußischer Landrat und Politiker.

## Herkunft und familiäres Umfeld
Gustav von Kleist entstammte dem Zweig Zützen aus der Niederlausitz des ursprünglich pommerschen uradeligen Geschlechts der von Kleist. Er war der jüngste Sohn des sächsischen Obersten Leopold von Kleist (1752–1830), Ritter des sächsischen St. Heinrichsordens und der französischen Ehrenlegion, und der Friederike von Klitzing. Der preußische Kammerherr Xaver von Kleist war sein älterer Bruder.
Er war seit dem 7. Juni 1824 mit Antonie von Uebel (1803–1872) verheiratet. Aus der später geschiedenen Ehe gingen drei Töchter und ein Sohn hervor.

## Militärische Laufbahn
Gustav von Kleist strebte, der Familientradition folgend, zunächst eine militärische Karriere an. Er wählte allerdings nicht, wie es sein Vater getan hatte, das sächsische Heer zur Basis seiner beruflichen Ziele, sondern die königlich preußische Armee, da die Niederlausitz seit 1815 nicht mehr zum Königreich Sachsen, sondern zu Preußen gehörte. Er trat am 17. April 1819 als Portepee-Fähnrich in eines der vornehmsten preußischen Regimenter, dem Garde du Corps ein. Am 20. April 1820 wurde er zu Secondeleutnant befördert und in das 12. Husaren-Regiment versetzt. Bereits am 22. Juli 1825 quittierte er den Dienst und zog in das Herzogtum Anhalt-Dessau.

## Politische Laufbahn
Im Jahre 1830 kaufte er sich das in der preußischen Provinz Sachsen gelegene Gut Kollichau und wurde damit wieder preußischer Untertan. 1843 wurde er als Nachfolger von Christian Friedrich August Sommer Landrat des Kreises Schweinitz im Regierungsbezirk Merseburg, ein Amt, das er bis 1879 verwaltete. In den Jahren 1849 bis 1861 war er zudem Abgeordneter im Preußischen Abgeordnetenhaus, in das er für die Kreise Schweinitz und Wittenberg des 2. Merseburger Wahlbezirks gewählt wurde.

## Auszeichnungen
Durch königliche Kabinettsorder wurde ihm gestattet, für seine Person den Freiherrntitel zu führen. Er wurde ferner durch die Verleihung des Roten Adlerordens, IV. Klasse geehrt und mit dem österreichischen Orden der Eisernen Krone, III. Klasse ausgezeichnet. Außerdem war er Ehrenritter des Johanniterordens.